# Віконна функція

Найпопулярніша віконна функція — Вікно Ханна. Найпопулярніші віконні функції — це вигини подібні до форми дзвіночка.

В обробці сигналів і статистиці віконна функція (також відома як функція аподизації або функція звуження) — це математична функція, яка має нульове значення за межами деякого вибраного інтервалу, зазвичай симетричного навколо середини інтервалу, максимум посередині і звужується від середини. Математично, коли інша функція або форма сигналу/послідовності даних «множиться» на віконну функцію, добуток також має нульове значення за межами інтервалу: залишається лише частина, де вони перекриваються, «погляд через вікно». Так само, як і на практиці, сегмент даних у вікні спочатку ізолюється, а потім лише ці дані множаться на значення віконної функції. Таким чином, звуження, а не сегментація є основною метою віконних функцій. Популярною віконною функцією є вікно Ханна.
Причини для вивчення сегментів більш тривалої функції включають виявлення перехідних подій і усереднення за часом частотних спектрів. Тривалість сегментів визначається в кожній програмі такими вимогами, як час і роздільна здатність по частоті. Але цей метод також змінює частотний вміст сигналу за допомогою ефекту, який називається спектральним витоком. Функції вікна дозволяють нам розподіляти витік спектрально різними способами, відповідно до потреб конкретного застосування.
У типових програмах віконними функціями, які використовуються, є невід'ємні, плавні, дзвонеподібні криві. Також можна використовувати прямокутник, трикутник та інші функції. Більш загальне визначення віконних функцій не вимагає, щоб вони були однаково нульовими за межами інтервалу, якщо добуток вікна, помножений на його аргумент, є квадратично інтегрованим, і, більш конкретно, функція досить швидко рухається до нуля.

## Спектральний аналіз

Вікно синусоїди викликає спектральний витік. Однакова кількість витоку відбувається незалежно від того, чи є ціла (синій) чи неціла (червоний) кількість циклів у вікні (рядки 1 і 2). Коли синусоїда дискретизується та переглядається, її Перетворення Фур'є з дискретним часом (DTFT) також демонструє таку саму схему витоку (рядки 3 і 4). Але коли DTFT лише рідко відбирається через певний інтервал, можна (залежно від вашої точки зору): (1) уникнути витоку або (2) створити ілюзію відсутності витоку. У випадку синього DTFT ці зразки є виходами дискретного перетворення Фур’є (DFT). Червоний DTFT має такий самий інтервал переходів через нуль, але зразки DFT потрапляють між ними, і витік виявляється.

Перетворення Фур'є функції {\displaystyle \cos(\omega t)} дорівнює нулю, за винятком частоти {\displaystyle \pm \omega }. Однак багато інших функцій і сигналів не мають зручних перетворень закритої форми. З іншого боку, їх спектральний вміст може цікавити лише протягом певного періоду часу.
У будь-якому випадку, перетворення Фур'є (або подібне перетворення) можна застосувати до одного або кількох кінцевих інтервалів форми сигналу. Загалом, перетворення застосовується до добутку форми сигналу та віконної функції. Будь-яке вікно (в тому числі прямокутне) впливає на спектральну оцінку, обчислену цим методом.
Вікно простої форми сигналу, як-от {\displaystyle \cos(\omega t)}, призводить до того, що її перетворення Фур'є розвиває ненульові значення (зазвичай називають спектральними витоками) на частотах, відмінних від {\displaystyle \omega }. Витік має тенденцію бути найгіршим (найвищим) поблизу ω і найменшим на частотах, що далекі від {\displaystyle \omega }.
Якщо аналізована форма сигналу містить дві синусоїди різної частоти, витік може заважати нашій здатності розрізняти їх спектрально. Можливі типи перешкод часто поділяються на два протилежні класи наступним чином: якщо частоти компонентів відрізняються, а один компонент слабший, то витік з більш сильного компонента може приховати присутність слабшого. Але якщо частоти занадто подібні, витік може зробити їх нерозв'язними, навіть якщо синусоїди однакової сили. Вікна, які ефективні проти першого типу перешкод, а саме, де компоненти мають різні частоти та амплітуди, називаються вікнами з високим динамічним діапазоном. І навпаки, вікна, які можуть розрізняти компоненти з подібними частотами та амплітудами, називаються вікнами з високою роздільною здатністю.
Прямокутне вікно є прикладом вікна з високою роздільною здатністю, але з низьким динамічним діапазоном, що означає, що воно добре розрізняє компоненти подібної амплітуди, навіть коли частоти також близькі, але погано розрізняє компоненти різної амплітуди, навіть коли частоти далеко один від одного. Вікна з високою роздільною здатністю і низьким динамічним діапазоном, такі як прямокутне вікно, також мають властивість високої чутливості, яка полягає в здатності виявляти відносно слабкі синусоїди за наявності додаткового випадкового шуму. Це пояснюється тим, що шум дає сильнішу реакцію у вікнах із високим динамічним діапазоном, ніж у вікнах з високою роздільною здатністю.
Іншою крайністю є вікна з високим динамічним діапазоном, але з низькою роздільною здатністю та чутливістю. Вікна високого динамічного діапазону найчастіше виправдані в широкосмугових програмах, де очікується, що аналізований спектр містить багато різних компонентів різної амплітуди.
Між крайнощами знаходяться помірні вікна, такі як  вікно Хаммінга і вікно Ханна. Вони зазвичай використовуються у вузькосмугових програмах, таких як спектр телефонного каналу.
Таким чином, спектральний аналіз знаходить компроміс між розділенням порівнянних компонентів сили з подібними частотами (висока роздільна здатність / чутливість) і розділенням різнорідних компонентів міцності з різними частотами (високий динамічний діапазон). Цей компроміс відбувається, коли вибирається віконна функція.

## Аналіз перехідних процесів
Під час аналізу перехідного сигналу в модальному аналізі, такого як імпульс, ударна реакція, сплеск синусоїди, сплеск шуму, де розподіл енергії та часу надзвичайно нерівномірний, прямокутне вікно може бути найбільш прийнятним. Наприклад, коли більша частина енергії розташована на початку запису, непрямокутне вікно послаблює більшу частину енергії, погіршуючи відношення сигнал/шум.

## Гармонічний аналіз
Можна виміряти гармонійний вміст музичної ноти на певному інструменті або гармонійне спотворення підсилювача на заданій частоті. Посилаючись на другий малюнок, відмітимо, що витік відсутній на дискретній множині гармонічно зв'язаних частот обраних дискретним перетворенням Фур'є (DFT). (Спектральні нулі фактично є переходами через нуль, які не можуть бути показані в логарифмічній шкалі, як ця.) Ця властивість є унікальною для прямокутного вікна, і вона повинна бути належним чином налаштована для частоти сигналу.